# Duello a Durango
Duello a Durango (Gun Duel in Durango) è un film del 1957 diretto da Sidney Salkow.
È un film western statunitense con George Montgomery, Ann Robinson e Steve Brodie.

## Produzione
Il film, diretto da Sidney Salkow su una sceneggiatura di Louis Stevens, fu prodotto da Robert E. Kent per la Robert E. Kent Productions e girato nel ranch di Corriganville a Simi Valley, nell'Iverson Ranch a Chatsworth, e, per gli esterni, nei pressi delle Santa Susanna Mountains, in California, dal novembre del 1956. Il titolo di lavorazione fu  Last Gun in Durango.

## Distribuzione
Il film fu distribuito con il titolo Gun Duel in Durango negli Stati Uniti nel maggio del 1957 al cinema dalla United Artists.
Altre distribuzioni:
- in Finlandia l'11 ottobre 1957 (Tappajan katumus)
- in Svezia il 16 giugno 1958 (Revolverduell)
- in Germania Ovest il 19 settembre 1958 (Die Würfel sind gefallen)
- in Austria nel 1959 (Die Würfel sind gefallen)
- in Brasile (Bandoleiros de Durango)
- in Grecia (Monomahia me ton megalo tigri)
- in Italia (Duello a Durango)

## Promozione
Le tagline sono:
- The Saga of Will Sabre---and the day he had to shoot it out with the killers of his outlaw past!
- WHEN DAWN CAME UP LIKE GUNFIRE OVER DURANGO!
- A top gun...he wanted to go straight...but there were too many killers who wanted him to go to Hell!
- No One Man Could Stand Up Against Will Sabre---BUT NOW HE WAS FACING FIVE!